# Hyle
Hyle (en grec ancien :  Ὕλη) était une ville de l'ancienne Chypre, avec un sanctuaire d'Apollon où Apollon était appelé Hyletes (ou Hylates),.
Le site exact de la ville n'a pas encore été localisé.